# Greenwood Lake
Greenwood Lake – wieś w Stanach Zjednoczonych, w stanie Nowy Jork, w hrabstwie Orange.